# Раймунд Монтекукколі
Раймунд Монтекукколі (21 лютого 1609 — 16 жовтня 1680) — австрійський фельдмаршал італійського походження, один з перших прихильників постійної армії, військовий теоретик, учасник Тридцятирічної війни, війни з Османською імперією, граф, князь Священної Римської імперії (1679), герцог Мелфі (1679). 

## Життєпис
Належав до аристократичної родини з герцогства Модена, гілки Поліньяно. Разом з тим багато з його родичів служили великому герцогству Тосканському. Син графа Галеотто IV Монтекукколі, губернатора Брешелло, та Анни Бігі, фрейліни моденської герцогині. Народився у замку Монтекукколі, десь у 50 км на південь від Модени. Після смерті батька в 1619 році Раймунда було прийнято при дворі кардинала Алессандро д'Есте, єпископа Реджо, який готував для хлопця церковну кар’єру. Для цього надав Монтекукколі кошти для здобуття ґрунтовної освіти.
У 1623 році Монтекукколі приймають на службу звичайним солдатом до військ династії Габсбургів. Він отримує перші військові навички під проводом свого дядька Ернеста Монтекукколі у ході Тридцятирічної війни. 1629 року стає фенриком. Відмітився у боях під Брейтенфельді (1631), Лютцені (1632), Нордлінзі (1634). За героїчну атаку на чолі важкої кінноти при штурмі міста Кайзерслаутерн Монтекукколі отримав звання полковника. Проте під час бою із шведами під Вітстоком у 1636 році Раймунд потрапляє у полон. Його тримали у Штеттіні та Веймарі. Тут він вивчає військові науки, Евкліда та Тацита, праці Вітрувія з архітектури. У 1642 році Раймунд отримав волю. В цьому ж році у битві при Троппау він вщент розбив шведський полк.
Під кінець 1642 року переїздить до Модени, де бере участь у війні за Кастро проти Папської держави, яка закінчилася не зовсім вдало для його рідного герцогства. Вже у 1643 році Монтекукколі повертається до Німеччини. Тут він воює із шведами, а у 1644 році під головуванням ерцгерцога Леопольда бере участь у війні з Дьордем Ракоці, господарем Трансильванії. У 1647 році Монтекукколі розбив шведську армію під Требелем, за що отримав звання генерала. Він продовжує успішно воювати на боці Австрії й у 1648 році отримує звання фельдмаршала.
Після закінчення Тридцятирічної війни Раймунд Монтекукколі подорожує Європою. У 1655 році переходить на службу до Речі Посполитої, на чолі військ якої бере участь у Північній війні (1655—1660 роки) з королівством Швеція. Він в багато в чому посприяв розгрому шведів. 31 травня 1657 року Раймондо Монтекукколі одружився з принцесою Маргаретою фон Дітріхштейн і отримав у придане феодальне володіння Гогенегг в Австрії, чий замок став його улюбленою резиденцією. 
В 1661—1664 роках Раймунд Монтекукколі вже у лавах австрійської армії, де воює з армією Османської імперії. У 1664 році він вщент розбив під Сентготтхардом основні сили супротивника на чолі із великим візиром Фазилем Ахмедом Кепрюлю. Це дозволило Габсбургам укласти вигідний мир з османами. За ці досягнення Монтекукколі призначають президентом Придворної військової ради (Гофкрігсрат) та директором артилерії. На цих посадах він багато зробив для підвищення ваги артилерії в армії, зробив внесок з розробку та виробництвом гармат та нових мушкетів. Мотекукколі зробив гренадерів елітним загоном піхоти, збільшив кількість вогнепальної зброї у військах, зміцнив дисципліну.
У 1673 році Раймунд Монтекукколі очолив армію у війні з Францією. Війська ворога очолив досвідчений військовик Тюренн. Основні події відбувалися у Південній Німеччині. Супротивники довго маневрували. Проте у 1675 році Мотекукколі потрапив у пастку під Сасбахом. Але йому пощастило — під час огляду ворожих позицій загинув Тюренн. Після цього Мотекукколі відтіснив французьку армію за Рейн. Успіхам Монтекукколі завадив інший відомий французький полководець принц Конде. Останньою військовою справою Раймунда Монтекукколі стало здобуття фортеці Філіпсбурга, після чого вийшов на пенсію. На прохання імператора заснував у Відні Академію наук Священної Римської імперії (відому в подальшому як Леопольдіна)[джерело?]. 10 жовтня 1680 року Раймунд Монтекукколі загинув під Лінцом внаслідок нещасного випадку.

## Військові правила Монтекукколі
Свої військові знання та навички Монтекукколі виклав у трактаті «Нариси Раймунда, графа Монтекукколі, або Головні правила військової науки». Вона складалася з трьох частин: «Початкові правила військової науки взагалі» (загальні вимоги військового мистецтва), «Правила на війну з турками в Угорщині» (плани бойових дій у конкретній ситуації), «Роздуми щодо останньої угорської кампанії» (практика із загальними та конкретними моментами історії).
Основні рекомендації Монтекукколі:
- необхідність створення постійної армії;
- необхідність навчання військових очільників та солдат, навіть у мирний час;
- створення надійного забезпечення військ зброєю та харчами.

Монтекукколі ввжав, що військова практика тісно пов'язана з історичною практикою.

## Родина
1. Дружина — Марія Маргарита, донька Максиміліана фон Дітрихштейна, обергофмейстера імператора.
Діти:
- Леопольд Філіп (1663—1698), лейтенант-фельдмаршал Священної Римської імперії
- Ернестина Фаустина Барбара (1663—1701), дружина: 1) Міхаель Венцель Унгнад фон Вайсенвольф; 2) Франц Крістоф фон Хевенгюллер, імперського оберягермейстера
- Алоїза Людовика Анна, дружина графа Франтішека Антоніна Берка з Дубе